# ستارا یابووننا
ستارا یابووننا (به لهستانی:  Stara Jabłonna) یک روستا در لهستان است که در گمینا یابووننا لاتسکا واقع شده‌است.